# Red Band Society
Cet article possède un paronyme, voir Les Bracelets rouges.
Red Band Society est une série télévisée américaine dramatique en treize épisodes de 42 minutes créée par Margaret Nagle diffusés entre le 17 septembre 2014 et le 7 février 2015 sur le réseau Fox.
C'est l'adaptation américaine de la série catalane dramatique Les Bracelets rouges d'Albert Espinosa.
Cette série est inédite dans tous les pays francophones.

## Synopsis
Red Band Society raconte la vie de six adolescents vivant à l'hôpital Ocean Park Hospital.
Lorsque Jordi, victime d'un cancer, arrive à l'Ocean Park Hospital, il a pour voisin de chambre Leo, amputé et malade lui aussi. Il y fait la rencontre d'Emma, une jeune fille anorexique, de Dash, qui souffre de la mucoviscidose, et de Kara, qui a besoin d'un cœur. Charlie, lui, est dans le coma : il ne voit rien, mais entend tout et commente chaque scène. Dena et Brittany les encadrent alors, aux côtés du docteur McAndrew.
Ces six ados formeront la bande des Bracelets Rouges.

## Fiche technique
- Titre original : Red Band Society
- Création : Margaret Nagle
- Production exécutive : Darryl Frank, Justin Falvey, Sergio Agüero et Steven Spielberg
- Sociétés de production : ABC Studios, Amblin Television et Filmax International
- Sociétés de distribution (télévision) : Fox Broadcasting Company (États-Unis)
- Pays d'origine :  États-Unis
- Langue originale : anglais
- Genre : drame
- Durée : 42 minutes

## Distribution

### Acteurs principaux
- Octavia Spencer : Infirmière Dena Jackson
- Dave Annable : Dr Adam McAndrew
- Griffin Gluck : Charles « Charlie » Hutchison
- Nolan Sotillo (en) : Jordi Palacios
- Charlie Rowe : Leo Roth
- Astro (en) : Dash Hosney
- Zoe Levin : Kara Souders
- Ciara Bravo : Emma Chota
- Rebecca Rittenhouse : Infirmière Brittany Dobler

### Acteurs récurrents
- Wilson Cruz : Infirmier Kenji Gomez-Rejon (9 épisodes)
- Daren Kagasoff : Hunter Cole (7 épisodes)
- Thomas Ian Nicholas : Nick Hutchison, le père de Charlie (6 épisodes)
- Mandy Moore : Dr Erin Grace, l'ex-fiancée du Dr McAndrew (5 épisodes)
- Adrian Lester : Dr Naday (4 épisodes)
- Andrea Parker : Sarah Souders, la mère de Kara (4 épisodes)
- John Allen Nelson : Jon Chota, le père d'Emma (4 épisodes)

### Invités
- Griffin Dunne : Ruben Garcia, un patient atteint d'Hypocondrie (épisodes 1, 2 et 5)
- Dana Gourrier : Teacher (épisodes 1 et 6)
- Mike Pniewski : Dr Dick (épisode 1)
- Tom Ohmer : Henry Souders, le père de Kara (épisode 1)
- Andrea Powell : Andrea Souders, la belle-mère de Kara (épisode 1)
- Belita Moreno (en) : Dr Holtzman (épisode 1)
- Catalina Sandino Moreno : Eva, la mère de Jordi (épisodes 2 à 4)
- Tricia O'Kelley (en) : Daniella, la belle-mère de Kara (épisode 2)
- Alix Lapri : Quinby (épisode 4)
- Lisa Canning : Therapy Leader (épisode 4)
- Susan Park : Mandy Hutchison, la mère de Charlie (épisodes 5 et 8)
- Michael Bryan French (en) : Dr Potter (épisode 5)
- Jay Huguley (en) : Sean Fahey (épisode 5)
- Allie Grant : Lauren (épisode 7)
- Louis Hunter : Jay (épisode 7)
- Meagan Tandy : Sabra (épisode 7)
- Jes Macallan : Ashley Cole, sœur de Hunter (épisodes 8 et 11)
- Tye White (en) : Bouncer (épisode 8)
- William Haze (en) : David Cole (épisodes 9 à 11)
- Bella Thorne : Delaney Shaw (épisode 9)
- Robert Pralgo (en) : Black T-Shirt Dude (épisode 9)
- Victor Love (en) : Dr King (épisodes 10 et 11)
- Marin Hinkle : Caroline Chota (épisodes 10 et 13)
- Rebecca McFarland : Sylvia Roth (épisodes 11 à 13)
- Bertila Damas (en) : Alma Quintana Leon (épisodes 11 et 12)
- William Ragsdale : père de Leo (épisode 11)
- J. Karen Thomas (en) : Judge Cindy Mejia (épisode 11)
- Jessica Lu (en) : Mae (épisodes 12 et 13)
- Claire Wineland : Claire (épisode 13)

## Production

### Développement
Un remake de la série Les Bracelets rouges (Polseres vermelles), avait initialement été développé pour ABC en 2011 par la co-créatrice de Friends, Marta Kauffman mais la chaîne avait fait le choix de ne pas aller plus loin que les premières étapes de la production,.
En novembre 2013, la Fox annonce un nouveau projet d'adaptation de la série télévisée catalane aux États-Unis, cette fois-ci par Margaret Nagle,.
Le 17 janvier 2014, le projet reçoit un pilote,.
Le casting principal débute le mois suivant, dans cet ordre : Griffin Gluck, Octavia Spencer, Charlie Rowe, Rebecca Rittenhouse et Zoe Levin, Ciara Bravo et Nolan Sotillo (en), et Dave Annable.
Le 6 mai 2014, la Fox commande la série et annonce qu'elle sera diffusé durant la saison 2014-2015.
Parmi les acteurs récurrents et invités annoncés : Mandy Moore, Andrea Parker, Daren Kagasoff, Jes Macallan, John Allen Nelson et Adrian Lester.
Le 22 octobre 2014, la Fox commande quatre scripts supplémentaires malgré des audiences décevantes. La série est retirée de l'horaire après la diffusion du 10e épisode en décembre, sa case horaire est occupée en janvier par la série Empire.
Le 13 janvier 2015, la Fox annonce officiellement l'annulation de la série. Elle diffusera tout de même les trois derniers épisodes, le samedi 31 janvier pour le 11 et le samedi 7 février pour le 12 et le 13.

## Épisodes
| №  | Titre                                                | Réalisation               | Scénario                                                                 | Première diffusion | Audience (millions) |
| -- | ---------------------------------------------------- | ------------------------- | ------------------------------------------------------------------------ | ------------------ | ------------------- |
| 1  | Pilot                                                | Alfonso Gomez-Rejon       | Mise en scène et Scénario : Margaret Nagle                               | 17 septembre 2014  | 4,1                 |
| 2  | Sole Searching                                       | Jason Ensler (en)         | Margaret Nagle                                                           | 24 septembre 2014  | 3,43                |
| 3  | Liar, Liar Pants on Fire                             | Tricia Brock              | Mise en scène : Alison McDonald et Robert Sudduth Scénario : David Zabel | 1er octobre 2014   | 3,33                |
| 4  | There's No Place Like Homecoming                     | Elizabeth Allen Rosenbaum | Bill Krebs et Natalie Krinsky                                            | 8 octobre 2014     | 2,91                |
| 5  | So Tell Me What You Want What You Really Really Want | Dan Lerner                | Anna Fricke (en)                                                         | 15 octobre 2014    | 3,17                |
| 6  | Ergo Ego                                             | Jason Ensler              | Jeannine Renshaw                                                         | 5 novembre 2014    | 2,88                |
| 7  | Know Thyself                                         | Griffin Dunne             | Rachel Shukert                                                           | 12 novembre 2014   | 2,83                |
| 8  | Get Outta My Dreams, Get Into My Car                 | Mark Piznarski            | Bill Krebs                                                               | 19 novembre 2014   | 2,9                 |
| 9  | How Did We Get Here?                                 | Tricia Brock              | Gina Fattore                                                             | 26 novembre 2014   | 2,46                |
| 10 | What I Did for Love                                  | Todd Holland              | Rina Mimoun (en)                                                         | 3 décembre 2014    | 3,03                |
| 11 | The Guilted Age                                      | Dan Lerner                | Robert Sudduth                                                           | 31 janvier 2015    | 1,79                |
| 12 | We'll Always Have Paris                              | Robert Duncan McNeill     | Histoire : Alison McDonald Mise en scène : Gina Fattore et Anna Fricke   | 7 février 2015     | 1,74                |
| 13 | Waiting for Superman                                 | Jason Ensler              | Jeannine Renshaw                                                         | 7 février 2015     | 1,88                |

## Univers de la série

### Personnages principaux
Charlie Hutchison est le narrateur de la série. Il introduit, développe, et conclue chaque épisode sur un même thème. Il est dans le coma à la suite d'un accident de voiture qu'il a eu avec son père deux mois auparavant. Son père a interdiction d'aller le voir mais se fait passer pour un volontaire jouant de la guitare aux enfants malades. Après cet accident, ses parents, Mandy et Nick, se séparent. Charlie a la capacité de parler aux patients lorsqu'ils sont sous anesthésie.
Leo Roth est le créateur de la bandes des Bracelets Rouges. Amputé d'une jambe, il se déplace souvent à l'aide d'une béquille ou en fauteuil roulant du fait de sa tumeur : l'ostéosarcome. Désormais chauve, il est à l'hôpital pour se faire soigner et a dû renoncer à intégrer une équipe de football, sa passion. Il est sorti avec Emma et est toujours amoureux d'elle. Il partage la chambre de Jordi, le petit nouveau.
Jordi Palacios est un nouveau patient arrivant du Mexique dans le premier épisode. Il est venu seul et est atteint d'un cancer dans sa jambe, c'est pourquoi, il pense, comme Leo, la perdre. Il n'a apparemment pas de parents et vit avec sa grand-mère, très croyante. Plus tard, il souhaite s'émanciper et devient dealer. Il admire le docteur McAndrew et lui offre sa confiance entière. Jordi tombe amoureux d'Emma, une patiente, et devient alors jaloux de Leo.
Emma Chota est une jeune fille studieuse anorexique qui porte régulièrement un chapeau. Elle note chaque calorie ingérée - quand elle mange. Elle est sortie avec Leo et est perdue dans ses sentiments, notamment à cause de Jordi, amoureux d'elle. Elle triche lors de la pesée et se cache derrière des sourires. Les rapports entre elle et sa mère sont troubles : alors qu'elles étaient comme des meilleures amies auparavant, elle n'est venu la voir qu'au début de son séjour à l'hôpital. On en sait plus lors des derniers épisodes. Emma a par ailleurs une petite sœur.
Kara Souders est une blonde, le cliché même de la pom-pom girl du lycée, populaire et aimée/détestée de tous. Mais lors d'un entraînement, elle tombe au sol et découvre qu'elle a des problèmes cardiaques. En réalité, ses problèmes sont dus à une prise excessive de drogue. Elle est transférée à l'hôpital où elle attend un cœur, en tant que dernière de la liste, et n'hésite pas à jouer la peste, notamment avec l'infirmière Jackson. Elle est en mauvais terme avec sa mère, lesbienne et remariée à leur ancienne femme de ménage. Elle rencontre par la suite Hunter Cole, de qui elle tombe amoureuse.
Dashiell "Dash" Hosney est le "lover" de la bande qui court après les filles (plutôt pour le sexe). Atteint de mucoviscidose, rien ne l'empêche de fumer et de faire des graffitis. Il aime briser les règles avec son meilleur ami, Leo, et n'aime pas le voir malheureux. Dash ne le quitte jamais et ne quitte jamais non plus sa casquette.
L'infirmière Dena Jackson peut tout d'abord apparaître un peu stricte mais au fond d'elle se cache une âme brisée qui adore les enfants. Avant de travailler à l'Ocean Park Hospital, elle était chanteuse professionnelle dans un trio. Elle élève seule sa nièce après la perte de sa sœur et prend soin de ses patients, en particulier Charlie, à qui elle a fait une promesse. Son principal ami est Kenji, l'infirmier, et elle entretient des rapports ami/ennemi avec Brittany, la nouvelle infirmière, et le docteur McAndrew, son employeur.

## Accueil

### Audiences

#### Aux États-Unis
Le premier épisode de la série a attiré 4,1 millions de téléspectateurs.
L'épisode 12 a réalisé la pire audience avec 1,74 million de téléspectateurs.
En moyenne, la série a attiré 2,81 millions de téléspectateurs.
| N° | Titres                                                 | Dates de diffusion | Audiences (millions) | Taux 18-49 |
| -- | ------------------------------------------------------ | ------------------ | -------------------- | ---------- |
| 1  | "Pilot"                                                | 17 septembre 2014  | 4.10                 | 1.3        |
| 2  | "Sole Searching"                                       | 24 septembre 2014  | 3.43                 | 1.1        |
| 3  | "Liar, Liar Pants on Fire"                             | 1er octobre 2014   | 3.33                 | 1.1        |
| 4  | "There's No Place Like Homecoming"                     | 8 octobre 2014     | 2.92                 | 0.9        |
| 5  | "So Tell Me What You Want What You Really Really Want" | 15 octobre 2014    | 3.17                 | 1.0        |
| 6  | "Ergo Ergo"                                            | 5 novembre 2014    | 2.88                 | 0.9        |
| 7  | "Know Thyself"                                         | 12 novembre 2014   | 2.83                 | 0.9        |
| 8  | "Get Outta My Dreams, Get Into My Car"                 | 19 novembre 2014   | 2.90                 | 0.9        |
| 9  | "How Did We Get Here?"                                 | 26 novembre 2014   | 2.49                 | 0.7        |
| 10 | "What I Did For Love"                                  | 3 décembre 2014    | 3.03                 | 0.9        |
| 11 | "The Guilted Age"                                      | 31 janvier 2015    | 1.79                 | 0.5        |
| 12 | "We'll Always Have Paris"                              | 7 février 2015     | 1.74                 | 0.5        |
| 13 | "Waiting for Superman"                                 | 7 février 2015     | 1.88                 | 0.5        |